# El Amria
El Amria (în arabă العامرية) este o comună din provincia Aïn Témouchent, Algeria.
Populația comunei este de 22.572 de locuitori (2010).